# Laura Dern
Laura Elizabeth Dern (Los Ángeles, 10 de febrero de 1967) es una actriz y productora estadounidense. Ha recibido numerosos galardones, incluido un Premio Óscar, un Premios Primetime Emmy, un Premio BAFTA y cinco Globos de Oro.
Hija del actor Bruce Dern y la actriz Diane Ladd, se embarcó en una carrera como actriz en la década de 1980 y saltó a la fama por sus actuaciones en Máscara (1985) y las películas de David Lynch Terciopelo azul (1986) y Wild at Heart (1990). Recibió su primera nominación al Premio Óscar por su interpretación de la huérfana protagonista en la película dramática Rambling Rose (1991), y obtuvo reconocimiento internacional por su papel de Ellie Sattler en la película de aventuras de Steven Spielberg, Parque Jurásico (1993), un papel que repitió en las secuelas Parque Jurásico III (2001) y Jurassic World: Dominion (2022).
Después de ganar dos Globos de Oro por su interpretación de Katherine Harris en la película para televisión Recount (2008) y Amy Jellicoe en la serie de comedia dramática Enlightened (2011–2013), Dern obtuvo su segunda nominación al Premio Óscar por su trabajo en la película biográfica Alma salvaje (2014). En el 2017, interpretó a Renata Klein en la serie dramática Big Little Lies, ganando un premio Primetime Emmy y un Globo de Oro, y se reunió con David Lynch para Twin Peaks: The Return. Ha interpretado papeles secundarios en las películas Star Wars: Episodio VIII - Los últimos Jedi (2017), Historia de un matrimonio (2019) y Mujercitas (2019). Su actuación en Historia de un matrimonio le valió numerosos elogios, incluido ganar su primer Premio Óscar y su quinto Globo de Oro a la Mejor Actriz de Reparto.

## Primeros años
Laura Elizabeth Dern nació el 10 de febrero de 1967 en Los Ángeles, California. Hija de los actores Bruce Dern y Diane Ladd y bisnieta del exgobernador de Utah y secretario de Guerra; George Dern, fue concebida mientras sus padres filmaban The Wild Angels. El poeta, escritor y bibliotecario del Congreso Archibald MacLeish era su tío bisabuelo. Después de que sus padres se divorciaran cuando ella tenía dos años, Dern fue criada en gran parte por su madre y abuela materna, Mary, que tenía ascendencia noruega, de Oslo. Fue criada como católica. Su madrina fue la actriz Shelley Winters. Desarrolló escoliosis cuando era niña.
Su primera incursión cinematográfica fue una aparición como extra en White Lightning (1973), una película que protagonizó su madre. Su debut cinematográfico oficial fue una aparición en Alicia ya no vive aquí (1974) de Martin Scorsese, junto a su madre. 
En 1982, Dern se desempeñó como Miss Golden Globe a los 15 años. En el mismo año, interpretó a un miembro rebelde de una banda de rock en la película de culto, Ladies and Gentlemen, The Fabulous Stains. A los 16, después de duplicar sus clases para graduarse de la escuela secundaria un semestre antes, buscó y obtuvo la emancipación, lo que le permitió trabajar la misma cantidad de horas que un adulto en películas. Después de mudarse de su casa a la edad de 17 años, Dern se convirtió en compañera de cuarto de Marianne Williamson y se matriculó en la UCLA con la intención de obtener una doble especialización en psicología y periodismo, pero se retiró dos días después del semestre para filmar Terciopelo azul.

## Carrera
A mediados de los años 80 obtuvo los elogios de la crítica por sus papeles en filmes de Peter Bogdanovich (Mask) y David Lynch (Terciopelo azul, Corazón salvaje), y apareció en la superproducción de Steven Spielberg Parque jurásico. En 1992, la actriz y su madre, Diane Ladd, llegaron a ser las primeras madre e hija en ser nominadas para los premios Óscar actuando en la misma película, Rambling Rose, aunque no hacían de madre e hija en ella. Luego, Dern hizo el papel de Ruth en la sátira Citizen Ruth, el debut cinematográfico del director Alexander Payne. 
Ha trabajado mucho en televisión, señaladamente en Afterburn, por la que recibió un Globo de Oro a la mejor actriz de miniserie. Ha sido actriz invitada en El ala oeste de la Casa Blanca y su voz ha aparecido en King of the Hill; también actuó como lesbiana y la primera persona con la que Ellen DeGeneres se sincera y sale del armario, en el famoso episodio de la serie Ellen "The Puppy Episode" (Episodio del cachorro en español).
Dern es conocida además por su intenso activismo político en pro de causas humanitarias, como The Children's Health Environmental Coalition, organización que trata de llamar la atención sobre las sustancias tóxicas que pueden afectar la salud de los niños.

## Vida privada
Laura Dern estuvo involucrada con el director Renny Harlin y con los actores Kyle MacLachlan, Jeff Goldblum y Billy Bob Thornton, quien la dejó para casarse con Angelina Jolie. Se casó con el guitarrista Ben Harper el 23 de diciembre de 2005, con quien tuvo dos hijos y de quien se divorció en 2010.

## Filmografía

### Cine
| Año  | Título                                        | Papel                      |
| ---- | --------------------------------------------- | -------------------------- |
| 1973 | White Lightning                               | Sharon Anne                |
| 1974 | Alicia ya no vive aquí                        | Chica comiendo un helado   |
| 1980 | Foxes                                         | Debbie                     |
| 1982 | Ladies and Gentlemen, The Fabulous Stains     | Jessica McNeil             |
| 1983 | Grizzly II: The Predator                      | Tina                       |
| 1984 | Teachers                                      | Diane Warren               |
| 1985 | Mask                                          | Diana Adams                |
| 1985 | Palabras suaves                               | Connie Wyatt               |
| 1986 | Terciopelo Azul                               | Sandy Williams             |
| 1988 | Haunted Summer                                | Claire Clairmont           |
| 1989 | Fat Man and Little Boy                        | Kathleen Robinson          |
| 1990 | Wild at Heart                                 | Lula Fortune               |
| 1991 | Rambling Rose                                 | Rose                       |
| 1993 | Parque Jurásico                               | Dra. Ellie Sattler         |
| 1993 | Un mundo perfecto                             | Sally Gerber               |
| 1996 | Citizen Ruth                                  | Ruth Stoops                |
| 1996 | Bastard Out of Carolina                       | Narradora                  |
| 1999 | Cielo de octubre                              | Miss Freida J. Riley       |
| 2000 | Dr. T & the Women                             | Peggy                      |
| 2001 | Daddy and Them                                | Ruby Montgomery            |
| 2001 | Parque Jurásico III                           | Dra. Ellie Sattler         |
| 2001 | Focus                                         | Gertrude «Gert» Hart       |
| 2001 | I am Sam                                      | Randy Carpenter            |
| 2001 | Novocaine                                     | Jean Noble                 |
| 2004 | Ya no somos dos                               | Terry Linden               |
| 2005 | Happy Endings                                 | Pam Ferris                 |
| 2005 | The Prize Winner of Defiance, Ohio            | Dortha Schaefer            |
| 2006 | Lonely Hearts                                 | Rene Fodie                 |
| 2006 | Inland Empire                                 | Nikki Grace / Susan Blue   |
| 2007 | Year of the Dog                               | Bret Spade                 |
| 2009 | Tenderness                                    | Tía Teresa                 |
| 2010 | Everything Must Go                            | Delilah                    |
| 2010 | Little Fockers                                | Prudence Simmons           |
| 2011 | Fight for Your Right Revisited (cortometraje) | Dueña de la cafetería      |
| 2012 | The Master                                    | Helen Sullivan             |
| 2014 | Bajo la misma estrella                        | Frannie Lancaster          |
| 2014 | When the Game Stands Tall                     | Beverly Ladouceur          |
| 2014 | Alma salvaje                                  | Bobbi Lambrecht            |
| 2014 | 99 Homes                                      | Lynn Nash                  |
| 2015 | Bravetown                                     | Annie                      |
| 2016 | Ciertas mujeres                               | Laura Wells                |
| 2016 | The Founder                                   | Ethel Kroc                 |
| 2017 | Wilson                                        | Lynn / «Pippi»             |
| 2017 | Downsizing                                    | Laura Lonowski             |
| 2017 | Star Wars: Episodio VIII - Los últimos Jedi   | Vicealmirante Amilyn Holdo |
| 2018 | The Tale                                      | Jennifer Fox               |
| 2018 | Trial by Fire                                 | Elizabeth Gilbert          |
| 2018 | JT LeRoy                                      | Laura Albert               |
| 2019 | Cold Pursuit                                  | Grace Coxman               |
| 2019 | Historia de un matrimonio                     | Nora Fanshaw               |
| 2019 | Mujercitas                                    | Marmee March               |
| 2022 | Jurassic World: Dominion                      | Dra. Ellie Sattler         |
| 2022 | The Son                                       | Kate Miller                |
| 2023 | Ozi: Voice of the Forest                      | Madre de Ozi (voz)         |
| 2024 | Una aventura en Marruecos                     | Katherine Loewe            |

### Televisión
| Año       | Título                          | Rol                           | Notas                                                        |
| --------- | ------------------------------- | ----------------------------- | ------------------------------------------------------------ |
| 1981      | Shannon                         | N/A                           | Episodio: "Gotham Swansong"                                  |
| 1983      | Happy Endings                   | Audrey Constantine            | Película para televisión                                     |
| 1984      | The Three Wishes of Billy Grier | Crissy                        | Película para televisión                                     |
| 1989      | Nightmare Classics              | Rebecca                       | Episodio: "The Strange Case of Dr. Jekyll and Mr. Hyde"      |
| 1992      | Afterburn                       | Janet Harduvel                | Película para televisión                                     |
| 1993      | Fallen Angels                   | Annie Ainsley                 | Episodio: "Murder, Obliquely"                                |
| 1995      | Frasier                         | June (voz)                    | Episodio: "Sleeping with the Enemy"                          |
| 1995      | Down Came a Blackbird           | Helen McNulty                 | Película para televisión; también productora ejecutiva       |
| 1996      | The Siege at Ruby Ridge         | Vicki Weaver                  | Película para televisión                                     |
| 1997      | Ellen                           | Susan                         | 2 episodios                                                  |
| 1998      | The Larry Sanders Show          | Ella misma                    | Episodio: "I Buried Sid"                                     |
| 1998      | The Baby Dance                  | Wanda LeFauve                 | Película para televisión                                     |
| 2001      | Within These Walls              | Hermana Pauline Quinn         | Película para televisión                                     |
| 2002      | Damaged Care                    | Linda Peeno                   | Película para televisión; también coproductora               |
| 2002      | The West Wing                   | Tabatha Fortis                | Episodio: "The U.S. Poet Laureate"                           |
| 2002–2003 | King of the Hill                | Mesera / Katherine (voces)    | 2 episodios                                                  |
| 2008      | Recount                         | Katherine Harris              | Película para televisión                                     |
| 2011–2013 | Enlightened                     | Amy Jellicoe                  | 18 episodios; también cocreadora y productora ejecutiva      |
| 2013      | Call Me Crazy: A Five Film      | N/A                           | Película para televisión; como directora (segmento: "Grace") |
| 2014      | Kroll Show                      | Cleo                          | 2 episodios                                                  |
| 2014      | Drunk History                   | Nellie Bly                    | Episodio: "New York City"                                    |
| 2015      | The Mindy Project               | Dra. Ludmilla Trapeznikov     | Episodio: "Best Man"                                         |
| 2015–2021 | F Is for Family                 | Sue Murphy (voz)              | 44 episodios                                                 |
| 2017–2019 | Big Little Lies                 | Renata Klein                  | 14 episodios                                                 |
| 2017      | The Last Man on Earth           | Catherine                     | Episodio: "Got Milk?"                                        |
| 2017      | Unbreakable Kimmy Schmidt       | Wendy Hebert                  | Episodio: "Kimmy Can't Help You!"                            |
| 2017      | Twin Peaks                      | Diane Evans                   | 9 episodios                                                  |
| 2022      | The Boys                        | Tracy Malcolm                 | Episodio: "Barbary Coast"                                    |
| 2022      | The White Lotus                 | Abby (voz)                    | Episodio: "Ciao" (cameo, sin acreditar)                      |
| 2024      | Palm Royale                     | Linda Shaw / Penelope Rollins | Elenco principal; 10 episodios                               |

### Videos musicales
| Año  | Sencillo    | Artista(s)   | Papel     |
| ---- | ----------- | ------------ | --------- |
| 2022 | «Bejeweled» | Taylor Swift | Madrastra |